# Potencial de aquecimento global

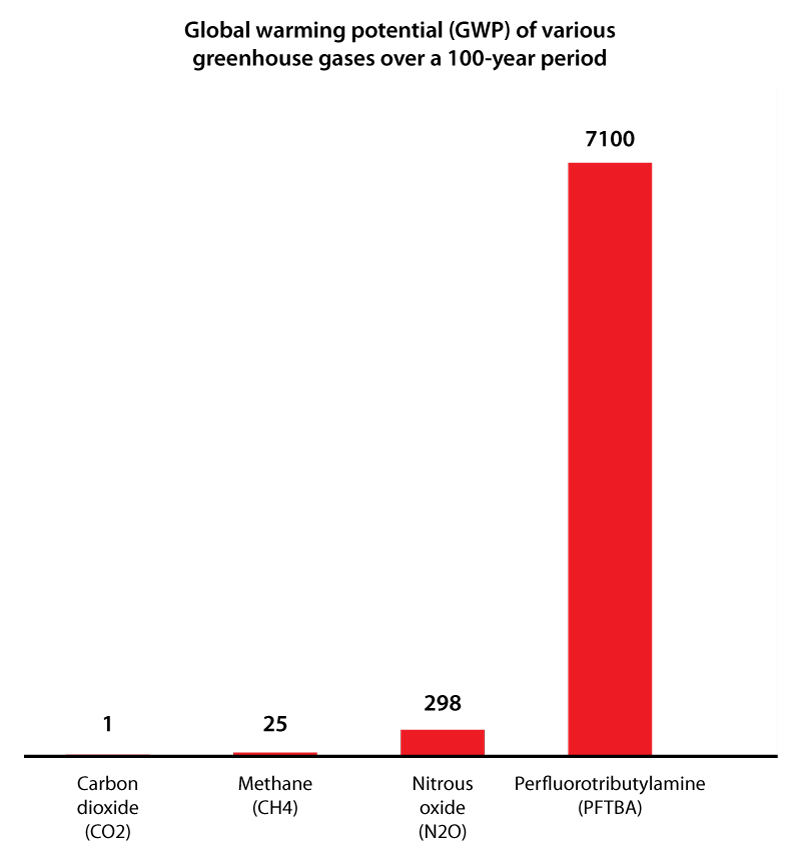
Comparação do potencial de aquecimento global (PAG) de três gases de efeito estufa ao longo de um período de 100 anos: perfluorotributilamina, óxido nitroso e metano, em comparação com o dióxido de carbono (este último é o valor de referência, portanto tem um PAG de um)

Potencial de Aquecimento Global (em inglês, Global Warming Potential) ou Fator de Aquecimento Global (em inglês, Global Warming Factor), conhecido pelo acrônimo em inglês GWP, é um índice para medir quanta de radiação térmica infravermelha um gás do efeito estufa (GEE) absorveria durante um determinado período de tempo após ter sido adicionado à atmosfera (ou emitido para a atmosfera).
É também comumente identificado apenas pela sigla GWP ou GWF, em referência aos nomes em inglês. O GWP é uma medida relativa que compara o gás em questão com a mesma quantidade de dióxido de carbono (cujo potencial é definido como 1). O Potencial de Aquecimento Global é calculado sobre um intervalo de tempo específico e este valor deve ser declarado para a comparação.
Cálculo do potencial de cada gás (quantidade removida da atmosfera num certo número de anos).
O potencial de aquecimento global geralmente não é calculado para o vapor de água, uma vez que não é possível medir diretamente a sua concentração atmosférica. Embora o vapor de água contribua bastante para a absorção de radiação infravermelha, a sua concentração depende principalmente da temperatura do ar.
O Potencial de Aquecimento Global (PAG) permite comparar diferentes gases de efeito estufa com base em sua capacidade de causar o aquecimento da atmosfera, chamado de "forçamento radiativo". É expresso como um múltiplo da radiação que seria absorvida pela mesma massa de dióxido de carbono (CO2) adicionado, que é tomado como gás de referência e tem um PAG igual a 1. Para outros gases, o valor do PAG varia de acordo com sua capacidade de absorver radiação infravermelha, sua permanência na atmosfera e o período de tempo considerado.
Por exemplo, o metano (CH₄) tem um PAG de 81,2 ao longo de 20 anos (PAG-20). Isso significa que uma tonelada de metano liberada na atmosfera tem um impacto climático semelhante ao de 81,2 toneladas de dióxido de carbono no mesmo período. Como o metano permanece menos tempo na atmosfera em comparação com o CO₂, seu PAG diminui ao longo de prazos mais longos, chegando a 27,9 em 100 anos (PAG-100) e 7,95 em 500 anos (PAG-500).
A quantidade equivalente de dióxido de carbono (CO₂-e) de qualquer gás pode ser calculada com base no seu PAG. Esse cálculo permite comparar os efeitos climáticos de diferentes gases com uma mesma escala, multiplicando o PAG do gás pela sua massa. Assim, a quantidade de CO₂-e indica o quanto a Terra seria aquecida por uma determinada massa de outro gás, equivalente ao efeito do CO₂.

## Valores do potencial de aquecimento global
O dióxido de carbono (CO2) tem um potencial de 1 (visto que é a base de comparação).
| Gás                                       | Meia-vida atmosférica (anos) | Horizonte de tempo | Horizonte de tempo | Horizonte de tempo |
| ----------------------------------------- | ---------------------------- | ------------------ | ------------------ | ------------------ |
| Gás                                       | Meia-vida atmosférica (anos) | 20 anos            | 100 anos           | 500 anos           |
| Metano (CH4)                              | 12                           | 62                 | 23                 | 7                  |
| Óxido nitroso (N2O)                       | 114                          | 275                | 296                | 156                |
| Hidrofluorcarboneto (HFCs, como o HFC-23) | 260                          | 9400               | 12000              | 10000              |
| Hexafluoreto de enxofre (SF6)             | 3200                         | 15100              | 22200              | 32400              |

* PFC - Perfluorcarbono  = 6500 ~ 9200 (100 anos)

## Definição
O potencial de aquecimento global (PAG) é definido como um "índice que mede o forçamento radiativo após a emissão de uma unidade de massa de uma determinada substância, acumulada ao longo de um horizonte de tempo escolhido, em relação ao da substância de referência, o dióxido de carbono (CO 2 ). O PAG representa, portanto, o efeito combinado dos diferentes tempos em que essas substâncias permanecem na atmosfera e sua eficácia em causar o forçamento radiativo."  (p2232)
Por sua vez, a força radiativa é um conceito científico usado para quantificar e comparar os fatores externos que causam mudanças no equilíbrio energético da Terra. :1–4 A força radiativa é a mudança no fluxo de energia na atmosfera causada por fatores naturais ou antropogênicos da mudança climática, medida em watts por metro quadrado. 

### GWP na formulação de políticas
À medida que os governos desenvolvem políticas para combater as emissões de fontes de alto PAG, os formuladores de políticas optam por usar a escala de PAG de 100 anos como padrão em acordos internacionais. A Emenda de Quigali ao Protocolo de Montreal estabelece a redução global dos hidrofluorcarbonetos (HFCs), um grupo de compostos com alto PAG. Exige que os países utilizem um conjunto de valores do GWP100 iguais aos publicados no Quarto Relatório de Avaliação (AR4) do IPCC. Isto permite que os decisores políticos tenham um padrão de comparação em vez de alterar os valores do PAG em novos relatórios de avaliação. Existe uma excepção à norma GWP100: a Lei de Liderança Climática e Protecção Comunitária do estado de Nova Iorque exige a utilização da GWP20, apesar de ser uma norma diferente de todos os outros países que participam na redução gradual dos HFC. 

## Valores calculados

### Valores atuais (Sexto Relatório de Avaliação do IPCC de 2021)

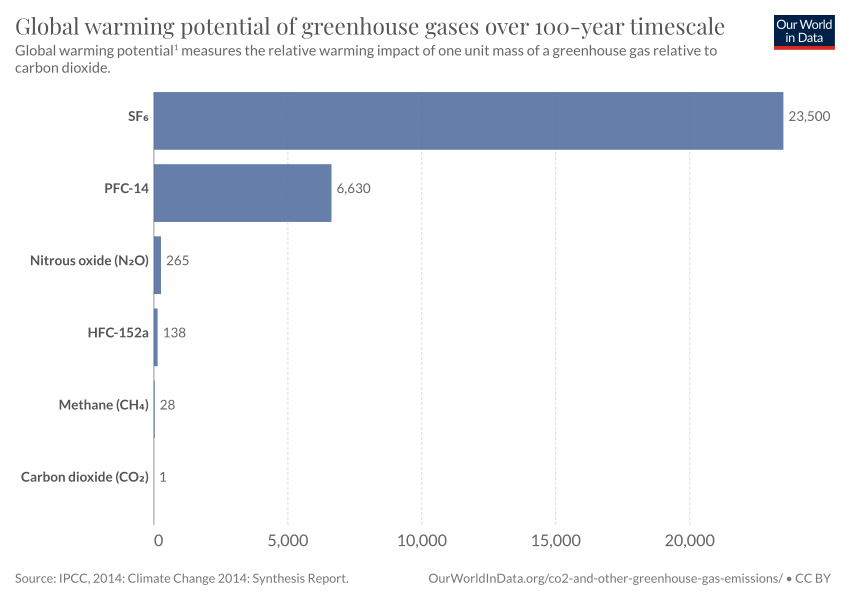
Potencial de aquecimento global de cinco gases com efeito de estufa ao longo de uma escala de tempo de 100 anos.

O potencial de aquecimento global (PAG) depende tanto da eficiência da molécula como gás de efeito estufa quanto de sua vida útil atmosférica. O PAG é medido em relação à mesma massa de CO2  e avaliado para uma escala de tempo específica. Assim, se um gás tem uma força radiativa alta (positiva), mas também uma vida útil curta, ele terá um grande PAG em uma escala de 20 anos, mas um pequeno em uma escala de 100 anos. Por outro lado, se uma molécula tiver uma vida útil atmosférica maior que a CO2  seu PAG aumentará quando a escala de tempo for considerada. O dióxido de carbono é definido como tendo um PAG de 1 em todos os períodos de tempo.
O metano tem uma vida útil atmosférica de 12 ± 2 anos. O relatório do IPCC de 2021 lista o GWP como 83 em uma escala de tempo de 20 anos, 30 em 100 anos e 10 em 500 anos. A diminuição do PAG em períodos mais longos ocorre porque o metano se decompõe em água e CO2  por meio de reações químicas na atmosfera. Da mesma forma, o terceiro GEE mais importante, o óxido nitroso (N 2 O), é um gás comum emitido através da parte de desnitrificação do ciclo do nitrogênio. Ele tem uma vida útil de 109 anos e um nível de PAG ainda maior, de 273 ao longo de 20 e 100 anos.
As estimativas dos valores do PAG ao longo de 20, 100 e 500 anos são compiladas e revisadas periodicamente em relatórios do Painel Intergovernamental sobre Mudanças Climáticas. O relatório mais recente é o Sexto Relatório de Avaliação do IPCC (Grupo de Trabalho I) de 2023. 
O IPCC lista muitas outras substâncias não mostradas aqui. Alguns têm alto PAG, mas apenas baixa concentração na atmosfera.
Os valores fornecidos na tabela pressupõem que a mesma massa do composto é analisada; diferentes proporções resultarão da conversão de uma substância em outra. Por exemplo, a queima de metano em dióxido de carbono reduziria o impacto do aquecimento global, mas por um factor menor do que 25:1, porque a massa de metano queimado é menor do que a massa de dióxido de carbono libertada (proporção 1:2,74). Para uma quantidade inicial de 1 tonelada de metano, que tem um PAG de 25, após a combustão haveria 2,74 toneladas de CO2 , cada tonelada com um PAG de 1. Esta é uma redução líquida de 22,26 toneladas de PAG, reduzindo o efeito do aquecimento global em uma proporção de 25:2,74 (aproximadamente 9 vezes).

### Importância do horizonte temporal
O PAG de uma substância depende do número de anos (indicado por um subscrito) durante os quais o potencial é calculado. Um gás que é rapidamente removido da atmosfera pode inicialmente ter um grande efeito, mas, com o passar do tempo, à medida que é removido, ele se torna menos importante. Assim, o metano tem um potencial de 25 em 100 anos (PAG 100 = 25), mas 86 em 20 anos (PAG 20 = 86); inversamente, o hexafluoreto de enxofre tem um PAG de 22.800 em 100 anos, mas 16.300 em 20 anos (Terceiro Relatório de Avaliação do IPCC). O valor do PAG depende de como a concentração de gás decai ao longo do tempo na atmosfera. Muitas vezes isso não é conhecido com precisão e, portanto, os valores não devem ser considerados exatos. Por esse motivo, ao citar um PAG, é importante fornecer uma referência ao cálculo.
O PAG para uma mistura de gases pode ser obtido a partir da média ponderada da fração de massa dos PAGs dos gases individuais.
Comumente, um horizonte temporal de 100 anos é usado pelos reguladores.

### Vapor de água
O vapor de água contribui para o aquecimento global antropogênico, mas tal como o PAG é definido, é insignificante para H 2 O: uma estimativa fornece um PAG de 100 anos entre -0,001 e 0,0005. 
O H 2 O pode funcionar como um gás de efeito estufa porque tem um espectro de absorção infravermelho profundo com bandas de absorção mais numerosas e mais amplas do que CO2. Sua concentração na atmosfera é limitada pela temperatura do ar, de modo que o forçamento radiativo do vapor de água aumenta com o aquecimento global (feedback positivo). Mas a definição do GWP exclui efeitos indiretos. A definição do PAG também é baseada em emissões, e as emissões antropogênicas de vapor de água ( torres de resfriamento, irrigação ) são removidas pela precipitação em poucas semanas, então seu PAG é insignificante.

## Métodos de cálculo

A força radiativa (influência do aquecimento) dos gases com efeito de estufa atmosféricos de longa duração acelerou, quase duplicando em 40 anos.

Ao calcular o PAG de um gás de efeito estufa, o valor depende dos seguintes fatores:
- a absorção da radiação infravermelha pelo gás dado
- o horizonte temporal de interesse (período de integração)
- a vida útil atmosférica do gás

Um alto PAG está correlacionado com uma grande absorção infravermelha e uma longa vida útil atmosférica. A dependência do GWP no comprimento de onda de absorção é mais complicada. Mesmo que um gás absorva radiação eficientemente em um determinado comprimento de onda, isso pode não afetar muito seu PAG, se a atmosfera já absorve a maior parte da radiação naquele comprimento de onda. Um gás tem maior efeito se for absorvido em uma "janela" de comprimentos de onda onde a atmosfera é razoavelmente transparente. A dependência do GWP como função do comprimento de onda foi encontrada empiricamente e publicada como um gráfico. 
Como o PAG de um gás de efeito estufa depende diretamente de seu espectro infravermelho, o uso da espectroscopia de infravermelho para estudar gases de efeito estufa é de importância central no esforço de entender o impacto das atividades humanas nas mudanças climáticas globais.
Assim como o forçamento radiativo fornece um meio simplificado de comparar os vários fatores que se acredita influenciarem o sistema climático entre si, os potenciais de aquecimento global (PAGs) são um tipo de índice simplificado baseado em propriedades radiativas que podem ser usados para estimar os potenciais impactos futuros das emissões de diferentes gases sobre o sistema climático em um sentido relativo. O PAG é baseado em vários fatores, incluindo a eficiência radiativa (capacidade de absorção de infravermelhos) de cada gás em relação à do dióxido de carbono, bem como a taxa de decaimento de cada gás (a quantidade removida da atmosfera ao longo de um determinado número de anos) em relação à do dióxido de carbono. 
A capacidade de forçamento radiativo (RF) é a quantidade de energia por unidade de área, por unidade de tempo, absorvida pelo gás de efeito estufa, que de outra forma seria perdida no espaço. Pode ser expresso pela fórmula:
{\displaystyle {\mathit {RF}}=\sum _{i=1}^{100}{\text{abs}}_{i}\cdot F_{i}/\left({\text{l}}\cdot {\text{d}}\right)} onde o subscrito i representa um intervalo de número de onda de 10 centímetros inversos. Abs i representa a absorbância infravermelha integrada da amostra naquele intervalo, e F i representa a RF para aquele intervalo.
O Painel Intergovernamental sobre Mudanças Climáticas (IPCC) fornece os valores geralmente aceitos para o PAG, que mudou ligeiramente entre 1996 e 2001, exceto para o metano, cujo PAG quase dobrou. Uma definição exata de como o PAG é calculado pode ser encontrada no Terceiro Relatório de Avaliação do IPCC de 2001.  O GWP é definido como a razão entre o forçamento radiativo integrado no tempo a partir da liberação instantânea de 1 kg de uma substância traço em relação a 1 kg de um gás de referência:
{\displaystyle {\mathit {GWP}}\left(x\right)={\frac {a_{x}}{a_{r}}}{\frac {\int _{0}^{\mathit {TH}}[x](t)\,dt}{\int _{0}^{\mathit {TH}}[r](t)\,dt}}}onde TH é o horizonte de tempo sobre o qual o cálculo é considerado; a x é a eficiência radiativa devido a um aumento unitário na abundância atmosférica da substância (ou seja, Wm −2 kg −1 ) e [x](t) é a decadência dependente do tempo na abundância da substância após uma liberação instantânea dela no tempo t=0. O denominador contém as quantidades correspondentes para o gás de referência (ou seja, CO2 ). As eficiências radiativas a x e a r não são necessariamente constantes ao longo do tempo. Embora a absorção de radiação infravermelha por muitos gases de efeito estufa varie linearmente com sua abundância, alguns gases importantes apresentam comportamento não linear para abundâncias atuais e prováveis futuras (por exemplo, CO2 , CH 4 e N 2 O). Para esses gases, o forçamento radiativo relativo dependerá da abundância e, portanto, do cenário futuro adotado.
Como todos os cálculos do PAG são uma comparação com CO2 , que não é linear, todos os valores do PAG são afetados. Assumir o contrário, como feito acima, levará a menores PAGs para outros gases do que uma abordagem mais detalhada. Esclarecendo isso, embora o aumento CO2  tenha cada vez menos efeito na absorção radiativa à medida que as concentrações de ppm aumentam, gases de efeito estufa mais potentes, como metano e óxido nitroso, têm frequências de absorção térmica diferentes do CO2 , que não são preenchidas (saturadas) tanto quanto CO2 , então o aumento de ppm desses gases é muito mais significativo.

## Aplicações

### Equivalente de dióxido de carbono
O equivalente de dióxido de carbono ( CO2  e ou CO2  eq ou CO2  -e) de uma quantidade de gás é calculado a partir do seu PAG. Para qualquer gás, é a massa de CO2  que aqueceria a Terra tanto quanto a massa desse gás.  Assim, ele fornece uma escala comum para medir os efeitos climáticos de diferentes gases. É calculado como PAG multiplicado pela massa do outro gás. Por exemplo, se um gás tem PAG de 100, duas toneladas do gás  CO2 de 200 toneladas, e 9 toneladas do gás  CO2 de 900 toneladas.
Em escala global, os efeitos de aquecimento de um ou mais gases de efeito estufa na atmosfera também podem ser expressos como uma concentração atmosférica equivalente de CO2. CO2  e pode então ser a concentração atmosférica de CO2  que aqueceria a Terra tanto quanto uma concentração específica de algum outro gás ou de todos os gases e aerossóis na atmosfera. Por exemplo,  CO2 de 500  por milhão reflectiria uma mistura de gases atmosféricos que aquecem a Terra tanto quanto 500 partes por milhão de CO2 a aqueceriam.   O cálculo da concentração atmosférica equivalente de CO2  de um gás de efeito estufa atmosférico ou aerossol é mais complexo e envolve as concentrações atmosféricas desses gases, seus PAGs e as proporções de suas massas molares em relação à massa molar de CO2.
CO2 Os cálculos de CO2e dependem da escala de tempo escolhida, normalmente 100 ou 20 anos, uma vez que os gases se decompõem na atmosfera ou são absorvidos naturalmente, em taxas diferentes.
As seguintes unidades são comumente usadas:
- Pelo painel de alterações climáticas da ONU ( IPCC ): mil milhões de toneladas métricas = n×10 9 toneladas de CO2  equivalente (Gt CO2  eq) [27]
- Na indústria: milhões de toneladas métricas de equivalentes de dióxido de carbono (MMTCDE) [28] e MMT CO2  eq. [29]
- Para veículos: gramas de dióxido de carbono equivalente por milha (g CO2  e/milha) ou por quilómetro (g CO2  e/km) [30] [31]

Por exemplo, a tabela acima mostra o PAG para o metano ao longo de 20 anos em 86 e para o óxido nitroso em 289, então emissões de 1 milhão de toneladas de metano ou óxido nitroso são equivalentes a emissões de 86 ou 289 milhões de toneladas de dióxido de carbono, respectivamente.

### Uso no Protocolo de Kyoto e para relatórios à UNFCCC
No âmbito do Protocolo de Quioto, em 1997, a Conferência das Partes padronizou os relatórios internacionais, ao decidir (ver decisão número 2/CP.3) que os valores do PAG calculados para o Segundo Relatório de Avaliação do PIAC seriam utilizados para converter as várias emissões de gases com efeito de estufa em equivalentes CO2  comparáveis. 
Após algumas atualizações intermediárias, em 2013, esse padrão foi atualizado pela reunião de Varsóvia da Convenção-Quadro das Nações Unidas sobre Mudanças Climáticas (UNFCCC, decisão número 24/CP.19) para exigir o uso de um novo conjunto de valores de PAG de 100 anos. Publicaram estes valores no Anexo III e retiraram-nos do Quarto Relatório de Avaliação do IPCC, publicado em 2007.  Essas estimativas de 2007 ainda são usadas para comparações internacionais até 2020,  embora as pesquisas mais recentes sobre os efeitos do aquecimento tenham encontrado outros valores, conforme mostrado nas tabelas acima.
Embora os relatórios recentes reflictam uma maior precisão científica, os países e as empresas continuam a utilizar os valores do Segundo Relatório de Avaliação (SAR) do IPCC  e do Quarto Relatório de Avaliação do IPCC para efeitos de comparação nos seus relatórios de emissões. O Quinto Relatório de Avaliação do IPCC omitiu os valores de 500 anos, mas introduziu estimativas do PAG, incluindo o feedback clima-carbono (f), com um grande grau de incerteza. 

## Outras métricas para comparar gases de efeito estufa
O Potencial de Mudança de Temperatura Global (GTP) é outra maneira de comparar gases. Enquanto o GWP estima a radiação térmica infravermelha absorvida, o GTP estima o aumento resultante na temperatura média da superfície do mundo, nos próximos 20, 50 ou 100 anos, causado por um gás com efeito de estufa, em relação ao aumento de temperatura que a mesma massa de CO2  causaria.  O cálculo do GTP requer a modelagem de como o mundo, especialmente os oceanos, absorverá calor.  O GTP é publicado nas mesmas tabelas do IPCC com o GWP. 
Outra métrica chamada GWP* (pronuncia-se “GWP star”  ) foi proposta para levar melhor em conta os poluentes climáticos de curta duração (SLCPs), como o metano. Um aumento permanente na taxa de emissão de um SLCP tem um efeito semelhante ao de uma emissão única de uma quantidade de dióxido de carbono, porque ambos aumentam o forçamento radiativo permanentemente ou (no caso do dióxido de carbono) praticamente permanentemente (já que o CO2  permanece no ar por um longo tempo). O GWP* atribui, portanto, a um aumento na taxa de emissão de um SLCP uma quantidade supostamente equivalente (toneladas) de CO2.  No entanto, o GWP* tem sido criticado tanto por sua adequação como métrica quanto por características de design inerentes que podem perpetuar injustiças e desigualdades. Os países em desenvolvimento cujas emissões de SLCP estão a aumentar são "penalizados", enquanto os países desenvolvidos, como a Austrália ou a Nova Zelândia, que têm emissões constantes de SLCP, não são penalizados desta forma, embora possam ser penalizados pelas suas emissões de CO2.  